# 布朗东
布朗东（法語：Brandon，法語發音：[bʁɑ̃dɔ̃]）是法国索恩-卢瓦尔省的一个旧市镇，属于马孔区。2019年，布朗东与临近的2个市镇合并为新市镇格罗讷河畔纳武尔。

## 地理
布朗东（46°22'6"N, 4°34'3"E）面积10.14 平方千米，位于法国勃艮第-弗朗什-孔泰大區索恩-卢瓦尔省，该省份为法国中部省份，北起顺时针与科多尔省、汝拉省、安省、罗讷省、卢瓦尔省、阿列省和涅夫勒省接壤。
与布朗东接壤的市镇（或旧市镇、城区）包括：克莱曼、格罗讷河畔蒙塔尼、圣普安、特拉迈、特朗布利。

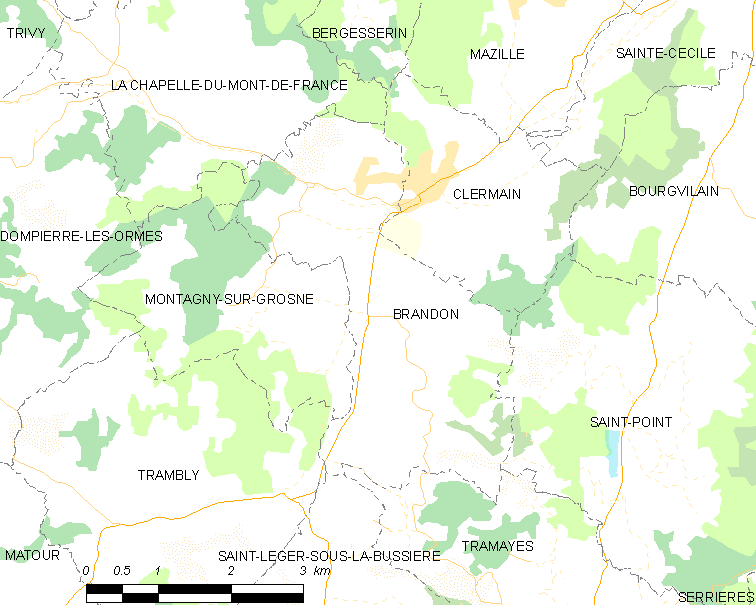
布朗东的OSM定位图

布朗东的时区为UTC+01:00、UTC+02:00（夏令时）。

## 行政
布朗东的邮政编码为71520，INSEE市镇编码为71055。

## 政治
布朗东所属的省级选区为拉沙佩勒德甘谢县。

## 人口

1962-2008年间布朗东人口变化图示

布朗东于2018年1月1日时的人口数量为316人。